# Kapu ezers
Kapu ezers este o arie protejată (arie specială de conservare — SAC, sit de importanță comunitară — SCI, arie de protecție specială avifaunistică — SPA) din Letonia întinsă pe o suprafață de 16,85 ha, integral pe uscat.

## Localizare
Centrul sitului Kapu ezers este situat la coordonatele 56°48′31″N 26°33′34″E / 56.8086°N 26.5595°E.

## Înființare
Situl Kapu ezers a fost declarat arie de protecție specială avifaunistică în decembrie 2003 pentru a proteja 1 specie de animale. Alte tipuri de protecție:
- sit de importanță comunitară (în mai 2004)
- arie specială de conservare (în mai 2004)[1][3][4]

## Biodiversitate
Situată în ecoregiunea boreală, aria protejată conține 3 habitate naturale: Ape stătătoare oligotrofe până la mezotrofe, cu vegetație de Littorelletea uniflorae și/sau de Isoëto-Nanojuncetea, Mlaștini turboase de tranziție și turbării mișcătoare, Taiga vestică.
La baza desemnării sitului se află o specie protejată de  mamifere: liliac de iaz (Myotis dasycneme)
Pe lângă speciile protejate, pe teritoriul sitului au mai fost identificate 4 specii de plante.